# Quảng trường Nhân dân
Quảng trường Nhân dân là quảng trường công cộng lớn ở quận Hoàng Phố của Thượng Hải. Quảng trường nằm ở phía nam đường Nam Kinh (phía Tây) và phía bắc đường Hoài Hải (phía Đông).
Quảng trường Nhân dân là địa điểm xây dựng trụ sở chính quyền thành phố Thượng Hải và điểm tham chiếu tiêu chuẩn để đo khoảng cách của hầu hết các đường cao tốc trong thành phố Thượng Hải được đặt ở phía bắc của quảng trường, gần đài phun nước.